# Bedenomeryx
Bedenomeryx — вимерлий рід парнопалих ссавців з родини кабаргових (Moschidae). Рід відомий за скам'янілостями, що представляють міоцен Іспанії (1 колекція) та олігоцен Франції (1). Відомі види: Bedenomeryx truyolsi.